# Miguel Ángel Moratinos
Miguel Ángel Moratinos Cuyaubé, (Madrid, 8. lipnja 1951.) španjolski je pravnik, diplomat i političar.
Član je Španjolske socijalistička radničke stranke. Obnašao je dužnost Ministra vanjskih poslova Španjolske u vladi Joséa Zapatera 2004. – 2010. Bio je predsjednik Organizacije za europsku sigurnost i suradnju tijekom 2007. godine. 
Moratinos je također službovao u ministarstvu vanjskih poslova od 1974. i bio je između ostalog veleposlanik Španjolske u Tel Avivu. U razdoblju 1996.— 2003. bio je visoki predstavnik EU-a u mirovnim pregovorima za Srednji istok. 
| Prethodnik: | Ministar vanjskih poslova Španjolske 2004. — 2010. | Nasljednik:      |
| Ana Palacio | Ministar vanjskih poslova Španjolske 2004. — 2010. | Trinidad Jiménez |